# Mixonychus tasmaniensis
Mixonychus tasmaniensis är en spindeldjursart som beskrevs av Miller 1966. Mixonychus tasmaniensis ingår i släktet Mixonychus och familjen Tetranychidae. Inga underarter finns listade i Catalogue of Life.